# Anisogaster latesellatus
Anisogaster latesellatus är en skalbaggsart som beskrevs av Leon Fairmaire 1896. Anisogaster latesellatus ingår i släktet Anisogaster och familjen långhorningar.
Artens utbredningsområde är Madagaskar. Inga underarter finns listade i Catalogue of Life.